# ワプティク氷原
ワプティク氷原（Waputik Icefield）は、北アメリカ大陸の北西部に存在する氷原。行政区分では、カナダのアルバータ州とブリティッシュコロンビア州の両方に属し、ちょうど両州の境界部に位置している。この氷原は2つの国立公園の境界部にも位置している。

## 概要

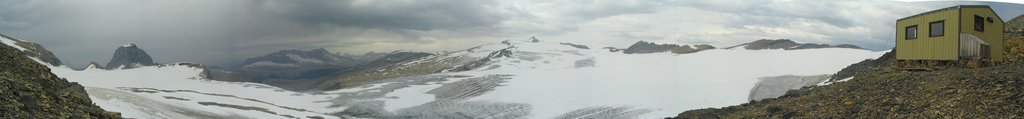
2005年に撮影されたワティク氷原のパノラマ写真

ワプティク氷原は、カナディアン・ロッキーに存在する氷原であると同時に、北アメリカ大陸の大陸分水界にまたがって存在する氷原として知られている。この「ワプティク」という名称は、ストニー語で「白いヤギ」という意味。この氷原は、カナディアン・ロッキーの一部であるワプティク連山の標高の高い場所を覆っている。なお、約40km2の面積を覆っていた時期もあったが、周辺のカナディアン・ロッキーに存在する氷原や氷河と同じで、この氷原も縮小傾向にある。

## ワプティク氷原から流れ出す氷河
以下にワプティク氷原から流れ出す氷河のリストを列記する。なお、これらの氷河の末端で融解した水は、幾つもの川や湖の水源となっている。
- エメラルド氷河（Emerald Glacier）
- デイリ氷河（Daly Glacier） - デイリ氷河の末端部で融解した水はタカカウ滝の水源となっており、その先はヨーホー川とコロンビア川を経て太平洋へと注ぎ込んでいる。
- ナイルズ氷河（Niles Glacier）
- バス氷河（Bath Glacier）
- ポイラス氷河（Glacier des Poilus）
- ワプティク氷河（Waputik Glacier）
- Diableret Glacier
- Balfour Glacier